# 熊谷直満
熊谷 直満（くまがい なおみつ、弘長3年（1263年） - 元応元年8月5日（1319年9月19日））は、鎌倉時代中期の御家人・武将。安芸国本庄系熊谷氏の当主。名前は直光とも。父は熊谷直高、子は熊谷直継、熊谷直経。兄弟に熊谷直義、熊谷有直、熊谷時直、熊谷直泰がいる。妻は真継（出自不詳・正室）、小早川雅平の娘（側室）。通称は彦四郎、彦二郎、法名直性。

## 生涯
若くして父が討死したこと等により、本庄系熊谷氏の勢力は地に落ち、この頃には新庄系熊谷氏が勢力を振るい、三入庄の支配権を握っていた。1298年（永仁6年）4月頃には、領地を他へ譲り渡すこととなり、またもや所領を減らした。その後、1300年（正安2年）に、熊谷直実の頃から熊谷郷を巡って争っていた久下氏の当主・久下光直と和解に至った。
しかし、同じ年に熊谷郷西方の年貢を滞納していた熊谷氏出身の女性と見られる明法（発智二郎後家）を鎌倉幕府に訴え出た際、直満が自分がこの地の惣領であることを主張したところ、明法の代官から「熊谷直実の家の惣領は二郎左衛門尉直忠であり納付の義務があるとしても納付先は直忠ではないか」と反論された。審理の結果、直満は年貢の滞納については勝訴したものの、それは所領内の他の熊谷一族が直満に年貢を納付していることと明法が直忠に納付した証拠が出せなかったことによるもので、「熊谷氏の惣領は熊谷二郎左衛門尉直忠である」とする代官の主張自体が否定されたものではなかった（『熊谷家文書』26号・正安2年閏7月27日付関東下知状）。なお、この訴訟の2年前に「菅浦惣追捕使」と称した近江国塩津荘の熊谷七郎二郎直忠が同国菅浦の供御人と対立して同地に乱入し、六波羅探題にて訴訟となっている（『菅浦文書』所収・永仁6年6月付「近江菅浦惣追捕使代乗眼申状案」）が、明法側が熊谷氏の惣領であると主張した熊谷二郎左衛門尉直忠と菅浦に乱入した熊谷七郎二郎直忠は同一人物と考えられている。
1308年5月11日（徳治3年4月21日）、直満は譲状を作成し、死後に嫡男の直継と小早川氏が生んだ庶子の直経の間で所領を分割し、もしどちらかが子供が無く没した場合には残された兄弟が相続すべきとした。
直満は1319年（元応元年）に病死し、跡を子の熊谷直継が継いだ。